# Eno Raud
Eno Raud (n. 15 februarie 1928, Tartu - d. 10 iulie 1996) a fost un scriitor estonian pentru copii. 
În 1952 a absolvit universitatea, la secția de limbă estoniană. Între 1952 și 1956 a lucrat la Biblioteca Națională a Estoniei. Între 1956 și 1965 a lucrat la o editură.
După pensionare, s-a dedicat scrisului. Principalele sale cărți au fost Trei prieteni amuzanți, O istorie cu farfurii zburătoare, Incendiu într-un oraș întunecat, Așa sau altfel.
Cartea sa O istorie cu farfurii zburătoare a fost tradusă și în limba română la o editură din Chișinău.